# Edoardo Piscopo
Edoardo Piscopo (ur. 4 lutego 1988 roku) – włoski kierowca wyścigowy.

## Kariera
Włoch karierę rozpoczął w roku 2000, od startów w kartingu. W 2005 roku przeszedł do wyścigów samochodów jednomiejscowych, debiutując w Amerykańskiej Formule BMW. W zespole EuroInternational zmagania zakończył na 5. miejscu (wygrał trzy wyścigi). 
W kolejnym sezonie reprezentował barwy ekipy Cram Competicion, zarówno we włoskim, jak i europejskim cyklu Formuły Renault. Ostatecznie rywalizację w nich ukończył odpowiednio na 3. i 10. lokacie. W przerwie zimowej wziął udział w pięciu wyścigach japońskiej serii Toyota Racing Series. Stanąwszy raz na podium, został sklasyfikowany na 25. pozycji. 
W roku 2007 awansował do Formuły 3 Euro Series (ścigał się w teamie ASL Mücke Motorsport). W ciągu dwudziestu wyścigów, raz stanął na podium, zajmując ostatecznie 15. miejsce, w końcowej klasyfikacji. Z niemiecką stajnią wziął udział również w prestiżowym wyścigu Masters of Formula 3. Na belgijskim torze Zolder, zmagania ukończył na przyzwoitej 5. pozycji. 
Na przełomie sezonu 2007 i 2008 Edoardo Piscopo zadebiutował w zimowej serii A1 Grand Prix. Startując w czternastu wyścigach, przyczynił się do zajęcia przez jego narodowy zespół 18. lokaty, w generalnej klasyfikacji. 
W sezonie 2008 Włoch brał udział we Włoskiej Formule 3. W ekipie Team Ghinzani, siedmiokrotnie stanął na najwyższym stopniu podium. Ostatecznie uległ jedynie swojemu rodakowi Mirko Bortolottiemu, kończąc rywalizację na 2. miejscu. Oprócz regularnych startów w tej serii, Piscopo zaliczył również jednorazowy udział w hiszpańskiej F3 (nie zdobył punktów) oraz Euroserii 3000 (dwukrotnie stanął na podium, a na koniec sezonu zajął 14. pozycję). Dzięki sukcesowi we włoskiej F3, Edoardo odbył w nagrodę testy z włoską stajnią F1 - Scuderia Ferrari. 
W zimowej przerwie ponownie brał udział w Pucharze Świata. Tym razem wystąpił w ośmiu wyścigach, pomagając swojej ekipie w ukończeniu zmagań na 16. miejscu.
W 2009 roku, Piscopo zaangażował się w reaktywowaną Formułę 2. W ciągu czternastu wyścigów, ośmiokrotnie dojechał na punktowanych lokatach, najlepiej spisując się podczas drugiego wyścigu w Czechach oraz pierwszego w Wielkiej Brytanii, kiedy to zajął czwarte miejsce. Zdobyte punkty sklasyfikowały Włocha na 12. pozycji. We wrześniu Edoardo wystąpił w jednej rundzie Euroserii 3000, rozegranej na hiszpańskim torze Ricardo Tormo. Spośród trzech rozegranych wyścigów, raz stanął na podium. Ostatecznie w klasyfikacji generalnej zajął 9. lokatę. 
W przerwie zimowej Piscopo podpisał kontrakt z francuskim zespołem DAMS, na starty w Azjatyckiej GP2. Po punkty sięgnął w pierwszym i drugim wyścigu, na bahrajńskim obiekcie Sakhir, dojeżdżając na piątym i ósmym miejscu. Uzyskane punkty pozwoliły Włochowi zająć w ostatecznej klasyfikacji 16. miejsce. 
Z tą samą ekipą rozpoczął starty w nowo utworzonej serii Auto GP (zastąpiła wcześniejszą Euroserię 3000). W ciągu dwunastu wyścigów, pięciokrotnie zameldował się w czołowej trójce. Ostatecznie musiał uznać wyższość swojego zespołowego kolegi Francuza Romaina Grosjean, zostając wicemistrzem serii. Reprezentując francuską stajnię, wziął udział również w jednej eliminacji serii wyścigów długodystansowych - Le Mans Series. Rywalizację ukończył na 15. miejscu. 
Pod koniec sezonu 2010, Piscopo zadebiutował w europejskiej edycji serii GP2. Zastąpiwszy we włoskim zespole Trident Racing Wenezuelczyka, Johnny'ego Cecotto Jr., wystąpił w jednej rundzie, we Włoszech. W pierwszym wyścigu spisał się bardzo dobrze, będąc sklasyfikowanym na siódmej pozycji. Z kolei niedzielnych zmagań nie ukończył. 

## Statystyki
| Sezon   | Seria                                | Zespół                 | Wyścigi | Zwycięstwa | PP | NO | Podium | Punkty | Poz. koń. |
| ------- | ------------------------------------ | ---------------------- | ------- | ---------- | -- | -- | ------ | ------ | --------- |
| 2005    | Amerykańska Formuła BMW              | EuroInternational      | 12      | 3          | 1  | 2  | 5      | 108    | 5         |
| 2006    | Europejska Formuła Renault           | Cram Competition       | 14      | 0          | 0  | 1  | 0      | 34     | 10        |
| 2006    | Włoska Formuła Renault               | Cram Competition       | 12      | 0          | 1  | 1  | 10     | 216    | 3         |
| 2006–07 | Toyota Racing Series                 | Mark Petch Motorsport  | 5       | 0          | 0  | ?  | 1      | 78     | 25        |
| 2007    | Formula 3 Euro Series                | ASL Mücke Motorsport   | 20      | 0          | 0  | 0  | 1      | 8      | 15        |
| 2007    | Masters of Formula 3                 | ASL Mücke Motorsport   | 1       | 0          | 0  | 0  | 0      | N/A    | 5         |
| 2007–08 | A1 Grand Prix                        | A1 Team Italy          | 14      | 0          | 0  | 0  | 0      | 12     | 18        |
| 2008    | Włoska Formuła 3                     | Team Ghinzani          | 16      | 7          | 8  | 7  | 11     | 127    | 2         |
| 2008    | Euroseria 3000                       | Sighinolfi Autoracing  | 2       | 0          | 0  | 0  | 2      | 10     | 14        |
| 2008    | Hiszpańska Formuła 3                 | GTA Motor Competición  | 2       | 0          | 0  | 0  | 0      | 0      | NS        |
| 2008–09 | A1 Grand Prix                        | A1 Team Italy          | 8       | 0          | 0  | 0  | 0      | 17     | 16        |
| 2009    | Formuła 2                            | Motorsport Vision      | 14      | 0          | 0  | 0  | 0      | 19     | 12        |
| 2009    | Euroseria 3000                       | Emmebi Motorsport      | 3       | 0          | 0  | 0  | 1      | 11     | 9         |
| 2009–10 | Azjatycka Seria GP2                  | DAMS                   | 8       | 0          | 0  | 0  | 0      | 3      | 16        |
| 2010    | Auto GP                              | DAMS                   | 12      | 0          | 0  | 1  | 5      | 42     | 2         |
| 2010    | Le Mans Series                       | DAMS                   | 1       | 0          | 1  | 0  | 0      | 1      | 15        |
| 2010    | Seria GP2                            | Trident Racing         | 2       | 0          | 0  | 0  | 0      | 2      | 26        |
| 2011    | Blancpain Endurance Series - GT4 Cup | Lotus Italia           | 5       | 2          | 1  | 0  | 3      | 105    | 2         |
| 2012    | Włoski Puchar Porsche Carrera        | Petri Corse Motorsport | 14      | 3          | 0  | 2  | 7      | 128    | 3         |
| 2013    | Superstars International Series      | RGA Sportmanship       | 2       | 0          | 0  | 0  | 0      | 10     | 22        |

## Wyniki w GP2
| Legenda oznaczeń w tabelach wyników Wyświetl szablon na nowej stronie | Legenda oznaczeń w tabelach wyników Wyświetl szablon na nowej stronie                                                                     |
| Oznaczenie                                                            | Wyjaśnienie |
| --------------------------------------------------------------------- | --- |
| Złoty                                                                 | Zwycięzca lub mistrzostwo |
| Srebrny                                                               | 2. miejsce lub wicemistrzostwo |
| Brązowy                                                               | 3. miejsce lub II wicemistrzostwo |
| Zielony                                                               | Ukończył, punktował (w klasyfikacji generalnej, gdy zdobył co najmniej jeden punkt na przestrzeni sezonu, poza trzema powyższymi opcjami) |
| Niebieski                                                             | Ukończył, nie punktował (w klasyfikacji generalnej, gdy nie zdobył co najmniej jednego punktu na przestrzeni sezonu)                      |
| Czerwony                                                              | Nie zakwalifikował się (NZ) |
| Czerwony                                                              | Nie prekwalifikował się (NPK) |
| Różowy                                                                | Nie ukończył (NU) |
| Różowy                                                                | Niesklasyfikowany (NS) (w klasyfikacji generalnej, gdy nie został sklasyfikowany w żadnym wyścigu sezonu)                                 |
| Czarny                                                                | Zdyskwalifikowany (DK) |
| Czarny                                                                | Wykluczony (WYK/EX) |
| Biały                                                                 | Nie wystartował (NW) |
| Biały                                                                 | Kontuzjowany (K/INJ) |
| Biały                                                                 | Wyścig odwołany (OD/C) |
| Bez koloru                                                            | Został wycofany (WYC/WD) |
| Bez koloru                                                            | Nie przybył (NP/DNA) |
| Bez koloru                                                            | Nie brał udziału w treningach (NT/DNP) |
| Bez koloru                                                            | Nie został zgłoszony (–) |
| Pogrubienie                                                           | Start z pole position |
| Kursywa                                                               | Najszybsze okrążenie wyścigu |
| †                                                                     | Nie ukończył, ale jego rezultat został zaliczony ze względu na przejechanie więcej niż 90% dystansu wyścigu.                              |
| *                                                                     | Sezon w trakcie |
| 1/2/3                                                                 | Punktowana pozycja w sprincie kwalifikacyjnym                                                                                             |
| Lista systemów punktacji Formuły 1                                    | |

| Rok  | Zespół         | Wyniki w poszczególnych eliminacjach | Wyniki w poszczególnych eliminacjach | Wyniki w poszczególnych eliminacjach | Wyniki w poszczególnych eliminacjach | Wyniki w poszczególnych eliminacjach | Wyniki w poszczególnych eliminacjach | Wyniki w poszczególnych eliminacjach | Wyniki w poszczególnych eliminacjach | Wyniki w poszczególnych eliminacjach | Wyniki w poszczególnych eliminacjach | Wyniki w poszczególnych eliminacjach | Wyniki w poszczególnych eliminacjach | Wyniki w poszczególnych eliminacjach | Wyniki w poszczególnych eliminacjach | Wyniki w poszczególnych eliminacjach | Wyniki w poszczególnych eliminacjach | Wyniki w poszczególnych eliminacjach | Wyniki w poszczególnych eliminacjach | Wyniki w poszczególnych eliminacjach | Wyniki w poszczególnych eliminacjach | Punkty | Pozycja |
| ---- | -------------- | ------------------------------------ | ------------------------------------ | ------------------------------------ | ------------------------------------ | ------------------------------------ | ------------------------------------ | ------------------------------------ | ------------------------------------ | ------------------------------------ | ------------------------------------ | ------------------------------------ | ------------------------------------ | ------------------------------------ | ------------------------------------ | ------------------------------------ | ------------------------------------ | ------------------------------------ | ------------------------------------ | ------------------------------------ | ------------------------------------ | ------ | ------- |
| 2010 | Trident Racing | ESP                                  | ESP                                  | MON                                  | MON                                  | TUR                                  | TUR                                  | VAL                                  | VAL                                  | GBR                                  | GBR                                  | DEU                                  | DEU                                  | HUN                                  | HUN                                  | BEL                                  | BEL                                  | ITA                                  | ITA                                  | ARE                                  | ARE                                  | 2      | 26      |
| 2010 | Trident Racing | –                                    | –                                    | –                                    | –                                    | –                                    | –                                    | –                                    | –                                    | –                                    | –                                    | –                                    | –                                    | –                                    | –                                    | –                                    | –                                    | 7                                    | NU                                   | –                                    | –                                    | 2      | 26      |

## Wyniki w Azjatyckiej Serii GP2
| Legenda oznaczeń w tabelach wyników Wyświetl szablon na nowej stronie | Legenda oznaczeń w tabelach wyników Wyświetl szablon na nowej stronie                                                                     |
| Oznaczenie                                                            | Wyjaśnienie |
| --------------------------------------------------------------------- | --- |
| Złoty                                                                 | Zwycięzca lub mistrzostwo |
| Srebrny                                                               | 2. miejsce lub wicemistrzostwo |
| Brązowy                                                               | 3. miejsce lub II wicemistrzostwo |
| Zielony                                                               | Ukończył, punktował (w klasyfikacji generalnej, gdy zdobył co najmniej jeden punkt na przestrzeni sezonu, poza trzema powyższymi opcjami) |
| Niebieski                                                             | Ukończył, nie punktował (w klasyfikacji generalnej, gdy nie zdobył co najmniej jednego punktu na przestrzeni sezonu)                      |
| Czerwony                                                              | Nie zakwalifikował się (NZ) |
| Czerwony                                                              | Nie prekwalifikował się (NPK) |
| Różowy                                                                | Nie ukończył (NU) |
| Różowy                                                                | Niesklasyfikowany (NS) (w klasyfikacji generalnej, gdy nie został sklasyfikowany w żadnym wyścigu sezonu)                                 |
| Czarny                                                                | Zdyskwalifikowany (DK) |
| Czarny                                                                | Wykluczony (WYK/EX) |
| Biały                                                                 | Nie wystartował (NW) |
| Biały                                                                 | Kontuzjowany (K/INJ) |
| Biały                                                                 | Wyścig odwołany (OD/C) |
| Bez koloru                                                            | Został wycofany (WYC/WD) |
| Bez koloru                                                            | Nie przybył (NP/DNA) |
| Bez koloru                                                            | Nie brał udziału w treningach (NT/DNP) |
| Bez koloru                                                            | Nie został zgłoszony (–) |
| Pogrubienie                                                           | Start z pole position |
| Kursywa                                                               | Najszybsze okrążenie wyścigu |
| †                                                                     | Nie ukończył, ale jego rezultat został zaliczony ze względu na przejechanie więcej niż 90% dystansu wyścigu.                              |
| *                                                                     | Sezon w trakcie |
| 1/2/3                                                                 | Punktowana pozycja w sprincie kwalifikacyjnym                                                                                             |
| Lista systemów punktacji Formuły 1                                    | |

| Rok       | Zespół | Wyniki w poszczególnych eliminacjach | Wyniki w poszczególnych eliminacjach | Wyniki w poszczególnych eliminacjach | Wyniki w poszczególnych eliminacjach | Wyniki w poszczególnych eliminacjach | Wyniki w poszczególnych eliminacjach | Wyniki w poszczególnych eliminacjach | Wyniki w poszczególnych eliminacjach | Punkty | Pozycja |
| --------- | ------ | ------------------------------------ | ------------------------------------ | ------------------------------------ | ------------------------------------ | ------------------------------------ | ------------------------------------ | ------------------------------------ | ------------------------------------ | ------ | ------- |
| 2009/2010 | DAMS   | ARE                                  | ARE                                  | ARE                                  | ARE                                  | BHR                                  | BHR                                  | BHR                                  | BHR                                  | 3      | 16      |
| 2009/2010 | DAMS   | 9                                    | 7                                    | NU                                   | 16                                   | 15                                   | 5                                    | 8                                    | NW                                   | 3      | 16      |